# ターシャ・レイン
ターシャ・レイン（Tasha Reign、1989年1月15日 - ）は、アメリカ合衆国のポルノ女優。カリフォルニア州ラグナ・ビーチ出身。

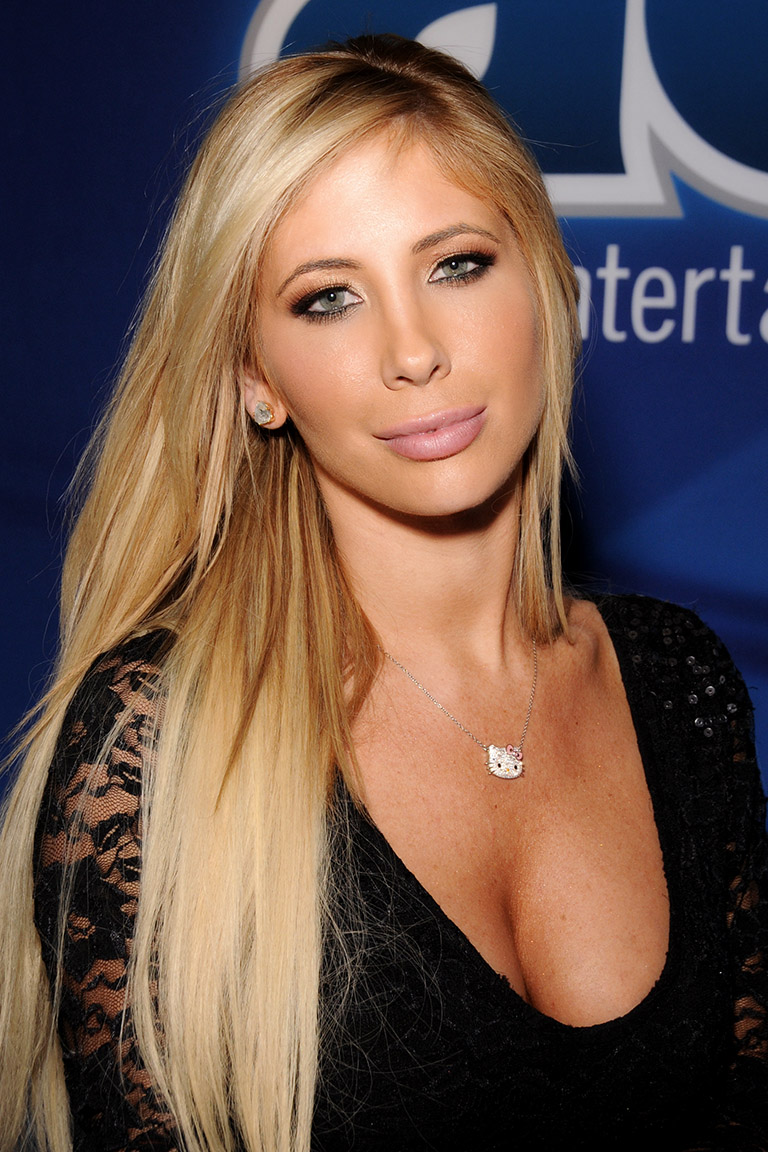
ターシャ・レイン